# Bruzolo
Bruzolo (piemontesisch Bruzeul, frankoprovenzalisch Bërsoel) ist eine Gemeinde in der italienischen Metropolitanstadt Turin (TO), Region Piemont.

## Lage und Einwohner
Bruzolo liegt 45 km westlich von Turin an der Dora Riparia im Susatal und hat 1485 Einwohner (Stand 31. Dezember 2023). Die Gemeinde besteht aus den Ortsteilen Bruzolo Stazione, Fabbrica, Grisoglio und Piai. Die Nachbargemeinden sind Usseglio, Condove, Chianocco, San Didero und San Giorio di Susa. Das Gemeindegebiet umfasst eine Fläche von 12 km². Bruzolo ist Mitglied in der Comunità Montana Bassa Valle di Susa e Val Cenischia. Der Ort hat einen Bahnhof an der Bahnstrecke Modane–Turin.

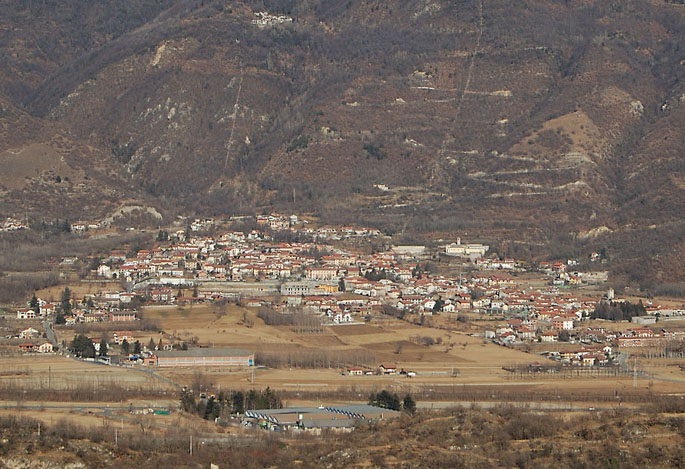
Panorama

## Geschichte

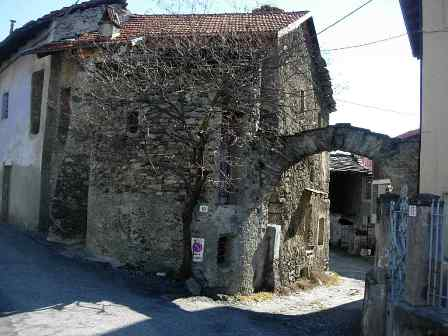
Im Dorf

Im Schloss von Bruzolo wurde am 25. April 1610 der Vertrag von Bruzolo zwischen den Gesandten von Heinrich IV., König von Frankreich, Claude de Bullion und François de Bonne de Lesdiguières, und Karl Emanuel I., Herzog von Savoyen, unterzeichnet. Dieser Vertrag hatte eine französisch-savoyardische Allianz gegen die habsburgisch-spanische Vorherrschaft in Oberitalien zum Thema, trat aber vorerst nicht in Kraft, da der König kurz darauf ermordet wurde.